# توم بيكرينغ
توم بيكرينغ (بالإنجليزية: Tom Pickering)‏ (1906 في المملكة المتحدة - ) هو لاعب كرة قدم بريطاني في مركز الهجوم. لعب مع نادي نيلسون.